# Tim Farriss
Timothy Williams Farriss (Perth, 16 agosto 1957) è un chitarrista australiano, membro del gruppo musicale INXS.

## Biografia
Più grande di quattro figli, frequentò la Forest High School di Sydney dove fece amicizia con Kirk Pengilly.
I due formarono il complesso "Guinness", con Tim alla chitarra e Kirk alla chitarra/sassofono, assistiti uno dei due fratelli di Tim, Andrew.
A causa di una crescita abnorme delle ossa delle sue gambe dovuta a una malattia ereditaria, Tim si dovette operare. Per supplire alla sua mancanza Andrew chiama Garry Gary Beers (basso) e Michael Hutchence. Poco dopo il secondo fratello di Tim, John, completerà la band che cambierà il nome in "The Farriss Brothers".